# Conops flavipes
Espèce
Synonymes
- Conops trifasciata De Geer, 1776
- Conops melanocephala Meigen, 1804
- Conops bicincta Meigen, 1830
- Conops flavipes var. aterrimus Coucke, 1896

Conops flavipes est une espèce d'insectes diptères de la famille des Conopidae et du genre Conops. Endoparasite de Vespula rufa, elle est commune sur l'ensemble de l'écozone paléarctique. Il s'agit de l'espèce type du genre Conops qui est lui-même le genre type de la famille Conopidae.

## Description
Conops flavipes est l'une des premières espèces de Conopidae à avoir été décrites par Linnaeus en 1758 dans son Systema naturae. 
Cette espèce mesure de 9 à 14 mm. Elle a un abdomen noir rayé de jaune dont l'apex est poudré de pollinosité argentée. Il s'agit d'un mimétisme batésien des Vespidae, caractéristique partagée avec la sous-famille Conopinae. Ses joues et son front sont d'un jaune clair sans taches noires et son proboscis est beaucoup plus long que la tête. La femelle est agrémentée d'une theca particulièrement proéminente, allongée et triangulaire,.

## Éthologie
Les imagos de Conops flavipes, floricoles, sont visibles de mai à août. À l'instar de ses consœurs de la famille Conopidae, C. flavipes est un parasitoïde solitaire dont les larves sont endoparasites d'hyménoptères. Cette espèce affectionne principalement Vespula rufa. Néanmoins d'autres mentions ont été enregistrées, à savoir Bombus hortorum, Bombus lapidarius, Bombus pascuorum, Bombus sichelii, Bombus terrestris et quelques Osmies.

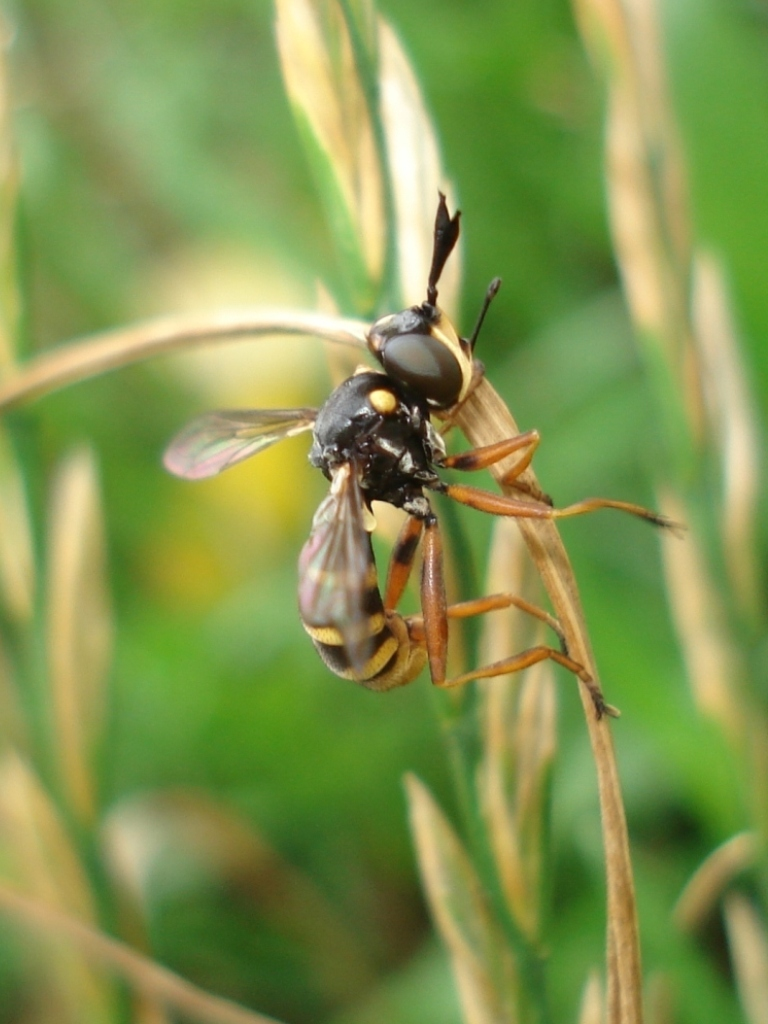
Conops flavipes (Riga, Lettonie)
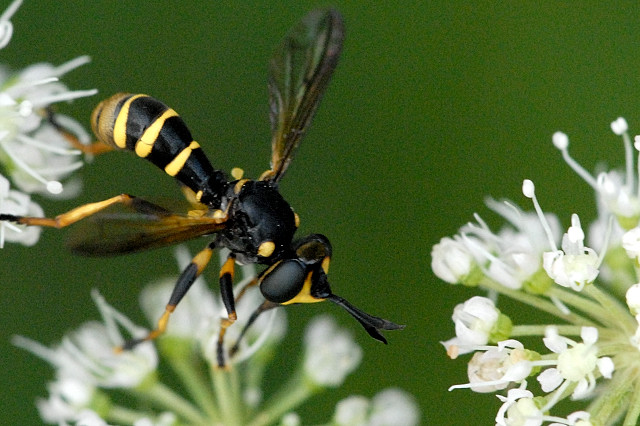
Conops flavipes, mâle (Ardennes belges)
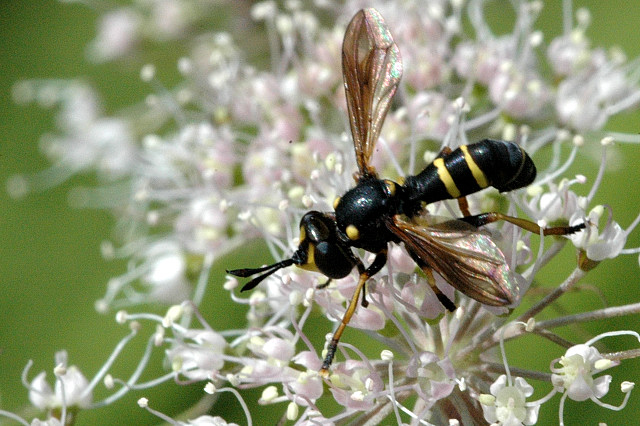
Conops flavipes, femelle (Ardennes belges)
- Conops flavipes, mâle (Hesse, Allemagne)

## Répartition
Conops flavipes est présente sur l'ensemble de l'écozone paléarctique. Plus précisément, elle se rencontre en Albanie, Allemagne, Andorre, Autriche, Biélorussie, Belgique, Bosnie-Herzégovine, Bulgarie, Chine, Corée du Nord, Croatie, au Danemark, en Espagne, Estonie, Finlande, France, Grande-Bretagne, Grèce, Hongrie, Italie, au Japon, Kazakhstan, Kirghizistan, en Lettonie, Lituanie, au Luxembourg, en Norvège, Ouzbékistan, aux Pays-Bas, en Pologne, République tchèque, Roumanie, Russie asiatique et européenne, Slovaquie, Slovénie, Suède, Suisse, Turquie et en Ukraine,. 
En France, cette espèce est présente dans la Manche, les Côtes-d'Armor, le Morbihan, l'Orne, en Meurthe-et-Moselle, dans le Haut-Rhin, le Jura, l'Ain, la Savoie, l'Isère, les Hautes-Alpes et les Bouches-du-Rhône.